# VdB 143
vdB 143 è una nebulosa a riflessione visibile nella costellazione di Cefeo.
Si individua nella parte centrale della costellazione, circa 2,5° a SSE della stella Alfirk; il periodo più indicato per la sua osservazione nel cielo serale ricade fra i mesi di luglio e dicembre ed è notevolmente facilitata per osservatori posti nelle regioni dell'emisfero boreale terrestre. I gas della nebulosa vengono illuminati da HD 206135, una stella azzurra di tipo Be di sequenza principale con classe spettrale B3V, avente magnitudine apparente pari a 8,27. La sua distanza, determinata tramite la misura della parallasse, sarebbe pari a 1190 parsec (3880 anni luce), e si trova così legata all'ambiente galattico dell'associazione Cepheus OB2.